# Entorrhiza scirpicola
Entorrhiza scirpicola är en svampart som först beskrevs av Carl Correns, och fick sitt nu gällande namn av Sacc. & P. Syd. 1899. Entorrhiza scirpicola ingår i släktet Entorrhiza och familjen Entorrhizaceae.   Inga underarter finns listade i Catalogue of Life.